# Martim Fernandes Brandão
Martim Fernandes Brandão foi um nobre do Reino de Portugal, Alcaide-mor da cidade de Évora e o 4.º Alcaide do Castelo de Évora.

## Relações familiares
Casou com Sancha Pais de quem teve:
1. Teresa Martins, casou com Martim Mendes de Mogudo, filho de Mem Pais de Mogudo.